# Depot von Schkopau

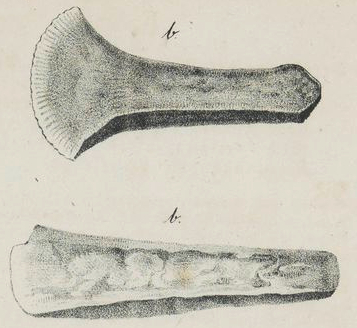
Zwei Beile aus dem Depot von Schkopau

Das Depot von Schkopau (auch Hortfund von Schkopau) ist ein Depotfund der frühbronzezeitlichen Aunjetitzer Kultur aus Schkopau im Saalekreis (Sachsen-Anhalt). Der Großteil des Depots ist heute verschollen, die erhaltenen Stücke befinden sich im Besitz des Landesmuseums für Vorgeschichte in Halle (Saale) und des Landesamts für Archäologie Sachsen.

## Fundgeschichte
Das Depot wurde am 24. August 1821 „bei der ersten Landbrücke der Chaussee von Merseburg nach Halle, unfern Schkopau“ bei der Vertiefung des Flussbetts entdeckt.
Die nähere Umgebung ist äußerst reich an Funden der Aunjetitzer Kultur. Weitere bedeutende Hortfunde wurden in den nordöstlich gelegenen Orten Halle-Kanena (Depot I, Depot II, Depot III), Dieskau (Depot I, Depot II und Depot III) und Bennewitz (Depot von Bennewitz) gefunden.

## Zusammensetzung
Das Depot bestand aus über 120 Randleistenbeilen, die in einem Kreis mit einem Durchmesser zwischen 16 und 18 Zoll (ca. 42–47 cm) angeordnet waren. Die Beile standen aufgerichtet auf den Schmalseiten und ihre Schneiden zeigten zum Mittelpunkt des Kreises. Wahrscheinlich waren sie ursprünglich an hölzernen Schäften befestigt gewesen, die in die Erde gesteckt worden waren. Das Gesamtgewicht des Horts dürfte über 50 kg betragen haben.
Die meisten Beile sind heute verschollen. Der Thüringisch-Sächsische Verein erwarb 24 Beile. Von diesen befinden sich noch sechs im Besitz des Landesmuseums für Vorgeschichte in Halle. Sieben Beile kamen ins Fürst-Otto-Museum nach Wernigerode und sind heute ebenfalls im Besitz des Landesmuseums in Halle. Zwei Beile erwarb das Landesmuseum für Vorgeschichte Dresden.